# Rufus Castle
Rufus Castle är ett slott i Storbritannien.   Det ligger i kommunen Dorset och riksdelen England, i den södra delen av landet, 190 km sydväst om huvudstaden London. Rufus Castle ligger 39 meter över havet.
Terrängen runt Rufus Castle är platt.  Närmaste större samhälle är Weymouth, 8,6 km norr om Rufus Castle. 